# Баламут (журнал)
Бала́мут (пол. «Bałamut») — юмористический еженедельник на польском языке. 
Выходил в Санкт-Петербурге с 1830 г. по август 1832 г. (или по 1836 год), сперва под названием «Бала́мут Петерсбурский» (пол. «Bałámut Petersburski»).
В 1830—1831 гг. издавал и редактировал еженедельник «Bałamut Petersburski» Адам Рогальский. Редакторами были Михаил Конарский, Осип Сенковский, в нём сотрудничали Фаддей Булгарин, Ю. И. Крашевский, С. Моравский. 
По форме и стилю напоминал виленскую газету «Wiadomości brukowe». По замечанию Т. Зана, через Сенковского, Греча и Булгарина дух шубравцев проник в Санкт-Петербург.
«Баламут» опубликовал несколько переводов басен И. А. Крылова, фрагменты произведений А. С. Грибоедова, Д. Н. Бегичева, М. Н. Загоскина.